# Puruṣa
Puruṣa (devanagari पुरुष) è un termine della lingua sanscrita dal significato di "essere umano" o anche "maschio". Nella letteratura sacra dell'induismo il termine è stato utilizzato in tre principali accezioni:
- "Uomo cosmico": l'essere primordiale increato che, secondo i Veda, fu sacrificato per dare origine al mondo manifesto.
- "Spirito": uno due princìpi eterni della realtà, secondo la visione del Sāṃkhya.
- "Essere supremo": usato in associazione coi termini para, parama o anche  uttama come appellativo di alcune divinità nelle correnti devozionali, soprattutto le krishnaite.[2]

## L'Uomo cosmico

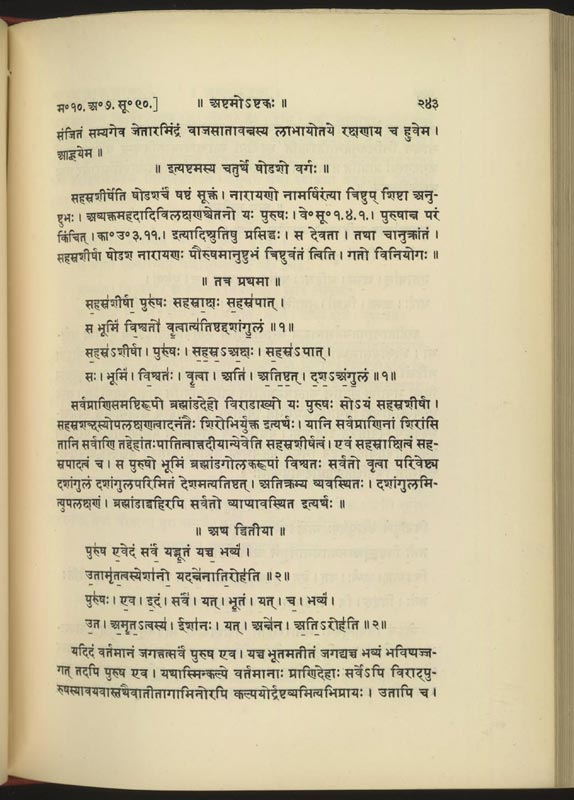
Pagina di testo che riproduce le prime due strofe del Puruṣa sūkta commentate (Friedrich Max Müller, London, 1849-75, ristampa del 1974)

Nell'inno (X, 90) del Ṛgveda, detto anche Puruṣa sūkta, un inno del tardo periodo vedico, il Puruṣa è descritto come tanto vasto da coprire e lo spazio e il tempo; ma di questo essere immenso, che può essere visto come la personificazione della realtà ancora immanifesta, è visibile soltanto un quarto. Da questo quarto ebbe origine innanzitutto il principio femminile (virāj) e quindi l'umanità. Il Puruṣa venne poi steso per terra dai deva e offerto in sacrificio secondo il rito, affinché avessero origine il mondo, gli animali, le caste, altri dèi, e i Veda stessi:
(Ṛgveda X, 90, 8-9; citato in Raimon Panikkar, Op. cit., 2001, p. 101)
Il sacrificio è dunque l'atto col quale il mondo viene creato: l'Uomo cosmico, il Puruṣa, sacrifica una parte di sé per dare origine all'umanità e all'universo. Per tre quarti però il Puruṣa resta «in alto», trascendente, privo del suo quarto immanente, ed è tramite il sacrificio stesso (yajña) che l'umanità restituisce al Puruṣa, in quello che come fa notare il teologo Raimon Panikkar, è un dinamismo duplice.
(Ṛgveda X, 90, 16; citato in Raimon Panikkar, Op. cit., 2001, p. 101)

## Spirito
Nel Sāṃkhya, una delle sei (darśana) ritenute ortodosse nell'induismo sebbene non teista, con puruṣa si intende uno dei due princìpi ontologici della realtà, essendo l'altro la prakṛti. Puruṣa è usualmente tradotto con "spirito", "anima", o anche "Sé", ed è un concetto pluralistico; prakṛti è di norma tradotto con "materia" o anche con "natura". Prakṛti e puruṣa sono due princìpi eterni, increati e assolutamente separati l'uno dall'altro, sebbene sia proprio la "vicinanza" fra loro a dare origine alle trasformazioni dell'universo, inteso come materiale e mentale, all'evoluzione della prakṛti stessa cioè. Mentre quest'ultima è priva di coscienza, il puruṣa può essere visto invece come pura coscienza, principio frammentato in una infinità di monadi, di anime individuali che vengono loro malgrado coinvolte nelle trasformazioni della prakṛti.

## Essere supremo
Da solo o in associazione con alcuni aggettivi come para ("superiore"), parama ("altissimo"), uttama ("supremo"), il termine puruṣa è spesso utilizzato nei testi della letteratura sacra devozionale per riferirsi al Dio. Per esempio, in uno dei testi sacri della tradizione vaiṣṇava leggiamo:
(Śrīmad Bhāgavatam 8.1.25; citato in Bhaktivedanta VedaBase)
Sempre nell'ambito della tradizione vaiṣṇava, il deva Nārāyaṇa, che sarà successivamente assimilato a Visnù, è identificato con il Puruṣa nello Śatapatha Brāhmaṇa.